# Turnera calyptrocarpa
Turnera calyptrocarpa är en passionsblomsväxtart som beskrevs av Ignatz Urban. Turnera calyptrocarpa ingår i släktet Turnera och familjen passionsblomsväxter. Inga underarter finns listade i Catalogue of Life.